# Wilhelm Kisker
Die Wilhelm Kisker GmbH, auch bekannt als Kisker-Brennereien, ist ein deutscher Spirituosenhersteller mit Hauptsitz im westfälischen Halle. Sie gehört zu den 30 ältesten Familienbetrieben Deutschlands.

## Geschichte
Im Jahre 1732 wurde das Familienunternehmen Kisker von Johann Anton Kisker im westfälischen Halle gegründet. Den heutigen Namen gab Wilhelm Kisker (1781–1856) in der dritten Generation dem Unternehmen. In fünfter Generation führte Eduard Kisker (1850–1926) das Unternehmen.
Seit mittlerweile acht Generationen sind die Kisker-Brennereien Hersteller von Qualitätsspirituosen und wird heute vom Geschäftsführer Cornelius Kisker geführt. Heute, über 290 Jahre nach der Gründung, ist das Unternehmen Arbeitgeber für ungefähr 49 kaufmännische und gewerbliche Mitarbeiter.

## Herstellung
Im Jahre 1979 entstand ein neues Produktions- und Lagerzentrum im Industriegebiet Künsebeck, welches in den darauf folgenden Jahren mehrmals erweitert wurde. Hier werden alle Produkte nach traditionellem Verfahren hergestellt und auf modernen Anlagen abgefüllt, verpackt und kommissioniert.
Sehr beliebt ist auch der Steinhäger, der nur in Steinhagen gebrannt werden darf. Die Firma Kisker ist eine der wenigen Brennereien, die mit ihrer Tochterfirma Brennerei Zum Fürstenhof Robert H. Günther dieses Produkt noch traditionell brennt.

## Sortiment
Das Sortiment umfasst neben traditionellen Erzeugnissen wie Korn, Wacholder und Kräuterliköre auch Soft-Liköre und Wodka.
Viele Produkte, beispielsweise Englisch Bittern, werden jährlich DLG-Prämiert.

## Bekannte Produkte
- Kisker Wacholder 32 % vol.
- Haller Baum 38 % vol.
- Englisch Bittern 32 % vol.
- Fürstenhöfer Steinhäger 38 % vol.
- Rodina Wodka 40 % vol.
- Kisker Boonekamp 42 % vol.

## Sponsoring
Seit Beginn des ATP-Turniers von Halle (offiziell Noventi Open) ist die Kisker-Brennerei Sponsor. Darüber hinaus sind die Kisker-Brennereien seit 2020 Teil des DSC Arminia Bielefeld Sponsoren Clubs und werben mit ihren Produkten, bei jedem Heimspiel, auf der Mittelfeldplane in der SchücoArena.

## Fanclub
Seit 1998 haben die Kisker-Brennereien einen Fanclub, der über 200 Mitglieder aus allen Teilen Deutschlands zählt.